# Ландсберг-ам-Лех (район)
Ландсберг-ам-Лех (нім. Landsberg am Lech) — район у Німеччині, у складі округу Верхня Баварія федеральної землі Баварія. Адміністративний центр — місто Ландсберг-ам-Лех.

## Населення
Населення району становить 121 019 осіб (станом на 31 грудня 2020).

## Адміністративний поділ
Район складається з 1 міста (нім. Städte), 2 торговельних громад (нім. Märkte) та 28 громад (нім. Gemeinden):
| Міста 1. Ландсберг-ам-Лех (29346) Об'єднання громад 1. Віндах (громади Ерезінг, Фіннінг та Віндах) 2. Іглінг (громади Гурлах, Іглінг та Обермайтінген) 3. Пріттріхінг (громади Пріттріхінг та Шойрінг) 4. Пюрген (громади Пюрген, Гофштеттен та Швіфтінг) 5. Райхлінг (громади Апфельдорф, Кінзау, Райхлінг, Ротт, Тайнінг та Фільгертсгофен) 6. Фуксталь (громади Фуксталь та Унтердісен) 7. Шондорф-ам-Аммерзе (громади Ехінг-ам-Аммерзе, Грайфенберг-унд Шондорф-ам-Аммерзе) Торговельні громади 1. Дісен-ам-Аммерзе (10546) 2. Кауферінг (10201) | Громади 1. Апфельдорф (1180) 2. Вайль (3911) 3. Віндах (3844) 4. Гельтендорф (5634) 5. Грайфенберг (2228) 6. Гофштеттен (1915) 7. Гурлах (1951) 8. Денклінген (2882) 9. Еглінг-ан-дер-Паар (2386) 10. Ерезінг (1965) 11. Ехінг-ам-Аммерзе (1707) 12. Іглінг (2527) 13. Кінзау (1053) 14. Обермайтінген (1775) 15. Пенцинг (3696) 16. Пріттріхінг (2544) 17. Пюрген (3564) 18. Райхлінг (1695) 19. Ротт (1679) 20. Тайнінг (1068) 21. Унтердісен (1449) 22. Уттінг-ам-Аммерзе (4527) 23. Фільгертсгофен (2735) 24. Фіннінг (1960) 25. Фуксталь (4035) 26. Швіфтінг (1048) 27. Шойрінг (1950) 28. Шондорф-ам-Аммерзе (4018) |

Дані про населення наведені станом на 31 грудня 2020.